# Bragança (Pará)
Bragança è un comune del Brasile nello Stato del Pará, parte della mesoregione del Nordeste Paraense e della microregione Bragantina.
Un punto di riferimento per la popolazione è l'Hospital Santo Antonio Maria Zacarìa, costruito nel secolo scorso dai Padri Barnabiti. Questo ospedale aiuta la popolazione povera a curarsi dalle malattie più diffuse, colera e malaria, senza gravare sul loro misero bilancio finanziario.